# جراحة نفسية
جراحة نفسية هي عملية جراحية على الدماغ عادة ما يكون هدفها معالجة اختلالات شديدة واضطرابات في الشخصية مثل الشيزوفرينيا والسلوكت القسرية. كما يمكن القيام بهذه العملية في حالات الباركينزون والتورات والايبليبسي (الصرع). حيث كانت جراحة الطب النفسي دائمًا مجالًا مثيرًا للجدل في الطب  بدأ التاريخ الحديث للطب النفسي في ثمانينيات القرن التاسع عشر تحت إشراف الطبيب النفسي السويسري جوتليب بوركهارت  كان أول غزو كبير للقرن العشرين يقوم به جراح الأعصاب البرتغالي إيغاز مونيز، الذي طور في منتصف الثلاثينات من القرن الماضي العملية المعروفة باسم قص الفص الجبهي.

## تاريخ الجراحة النفسية
تعود محاولات الإنسان لتغيير الشخصية والسلوك منذ القدم حيث انتشرت عمليات الكي على الرأس أو جعل ثقوب في الجمجمة أو ما شابه للاعتقاد بان ذلك هو موضع الداء. إلا أن الجراحة النفسية الحديثة لم تمارس الا مع بدايات سنة (1930) من أهم أعلام هذا الفرع من الطب هم غوتليب بوركهاردت ومونيس ايغاس مونيس فالتر فربمان.

## الممارسة والبلد

### آسيا
في الصين تستخدم العمليات النفسية الجسدية في علاج إدمان المخدرات والكحول يستخدم العلاج النفسي أيضاً في علاج مرض انفصام الشخصية، والاكتئاب، وغيرها من الاضطرابات العقلية. لا يتم تنظيم الجراحات النفسية في الصين، وقد تم انتقاد استخدامها في الغرب.

#### الهند
قامت الهند ببرنامج علاجي واسع النطاق حتى الثمانينيات، وذلك باستخدامه لعلاج الإدمان، السلوك العدواني لدى البالغين والأطفال، بالإضافة إلى الاكتئاب والوسواس القهري.

#### اليابان
```
تم إجراء أول عملية جراحية دقيقة في عام 
1939
 وتم استخدام العملية على نطاق واسع في المستشفيات العقلية. ومع ذلك، فقد سقطت الجراحات النفسية في سمعة سيئة في 1970، ويرجع ذلك جزئياً إلى استخدامه على الأطفال الذين يعانون من مشاكل سلوكية. 
```

### أستراليا ونيوزيلند
في ثمانينيات القرن العشرين، كانت هناك 10-20 عملية في السنة في أستراليا ونيوزيلندا. انخفض العدد إلى واحد أو اثنين في السنة بحلول التسعينات. في ولاية فيكتوريا، لم تكن هناك عمليات بين عامي 2001 و 2006، ولكن بين عامي 2007 و 2012، تعامل مجلس مراجعة الصحة النفسية في فيكتوريا مع 12 مريضاً، جميعهم من أجل الوساس القهري.

## أوروبا
في فترة العشرين سنة 1971-1991، أشرفت لجنة الجراحة النفسية في هولندا وبلجيكا على 79 عملية جراحية. منذ عام 2000، لم يكن هناك سوى مركز واحد في بلجيكا يقوم بأداء الجراحات النفسية، حيث يقوم بإجراء 8 أو 9 عمليات في السنة، معظمها للوسواس القهري.

### فرنسا
كان حوالي خمسة أشخاص في العام يخضعون لجراحة نفسية في أوائل الثمانينات. في عام 2005 أوصت هيئة الصحة باستخدام العلاج النفسي الجهازي وDBS للوسواس القهري.

### اسبانيا
في وقت مبكر من 2000 في إسبانيا حوالي 24 عملية كان يجرى تنفيذها سنويا وكان مرض الوسواس القهري هو التشخيص الأكثر شيوعًا، ولكن تم استخدام العلاج النفسي أيضًا في علاج القلق، والانفصام، وغير ذلك من الاضطرابات.

### روسيا
في عام 1998، بدأ معهد العقل البشري للعلوم الأكاديمية الروسية برنامجًا لعلاج إدمان المخدرات حوالي 85 شخصًا، جميعهم دون سن 35 عامًا، تم تشغيلهم سنويًا. في اتحاد الجمهوريات الاشتراكية السوفياتية، استخدمت "leucotomies" لعلاج الفصام في 1940، ولكن تم حظر هذه الممارسة من قبل وزارة الصحة في عام 1950.

### أمريكا الشمالية
في الولايات المتحدة الأمريكية، امتلك مستشفى ماساتشوستس العام برنامجًا نفسيًا، حيث تم تنفيذ العمليات أيضاً في عدد قليل من المراكز الأخرى.

### المكسيك
يستخدم العلاج النفسي في علاج فقدان الشهية، وفي علاج العدوان.

### كندا
تم علاج الاكتئاب والوسواس القهري.

### أمريكا الجنوبية
يوجد في فنزويلا ثلاثة مراكز تقوم بعمليات نفسية:
- Capsulotomies
- cingulotomies
- amygdal

## أخلاقيات
لا زالت الجراحة النفسية مثيرة للجدل وتتضارب ما بين الموافقة لإيجاد حل علاجي للحالات التي استنفذت جميع أشكال العلاج والرفض حيث لا تزال هناك مشاكل تتعلق بالأساس المنطقي والمؤشرات وفعالية الجراحة النفسية، ونتائج هذه العملية تثير تساؤلات حول «الهوية، والروح، والعلاقات، والنزاهة، والازدهار البشري».

## أفراد مشهورين خضعوا للجراحة النفسية
- لينا زافاروني (1963-1999)، نجمة الأطفال والمغنية الاسكتلندية التي عانت من فقدان الشهية والاكتئاب لسنوات عديدة. توفيت بسبب الالتهاب الرئوي بعد ثلاثة أسابيع.
- جوزيف حاسيد: عازف الكمان البولندي الذي توفي في 26 بعد الجراحة النفسية.
- روزماري كينيدي: أشهر مريض وأخت الرئيس جون ف. كينيدي في والتر فرايمان.
- روز ويليامز: أخت تينيسي ويليامز.
- هوارد ديلي: واحد من أصغر مرضى والتر فريمان، مؤلف كتاب «جراحة شقمي» (2007).